# Nadieżda Pawłowa
Nadieżda Wasiljewna Pawłowa (ros. Наде́жда Васи́льевна Па́влова; ur. 15 maja 1956 w Czeboksarach)  – radziecka i rosyjska tancerka baletowa i pedagog, primabalerina Teatru Bolszoj. Ludowy Artysta ZSRR (1984). Laureatka Nagrody Leninowskiego Komsomołu (1975).

## Wybrana filmografia
- 1976: Błękitny ptak jako Błękitny ptak